# Khlong Toei
Khlong Toei (thailändisch คลองเตย, „Pandanus-Kanal“) ist einer der 50 Bezirke (Khet) in Bangkok, der Hauptstadt von Thailand.
Khlong Toei liegt im südlichen Stadtbereich und umfasst unter anderem einen Teil der Sukhumvit Road. In Khlong Toei befindet sich der Hafen von Bangkok. Der Bezirk ist außerdem bekannt für das größte Slumgebiet Bangkoks. Der Nordwesten des Bezirks erfüllt dagegen Funktionen eines zentralen Geschäftsviertels Bangkoks. Hier sitzen die thailändische Börse, das Königin-Sirikit-Kongresszentrum, Banken, Hotels und Einkaufszentren.

## Geographie

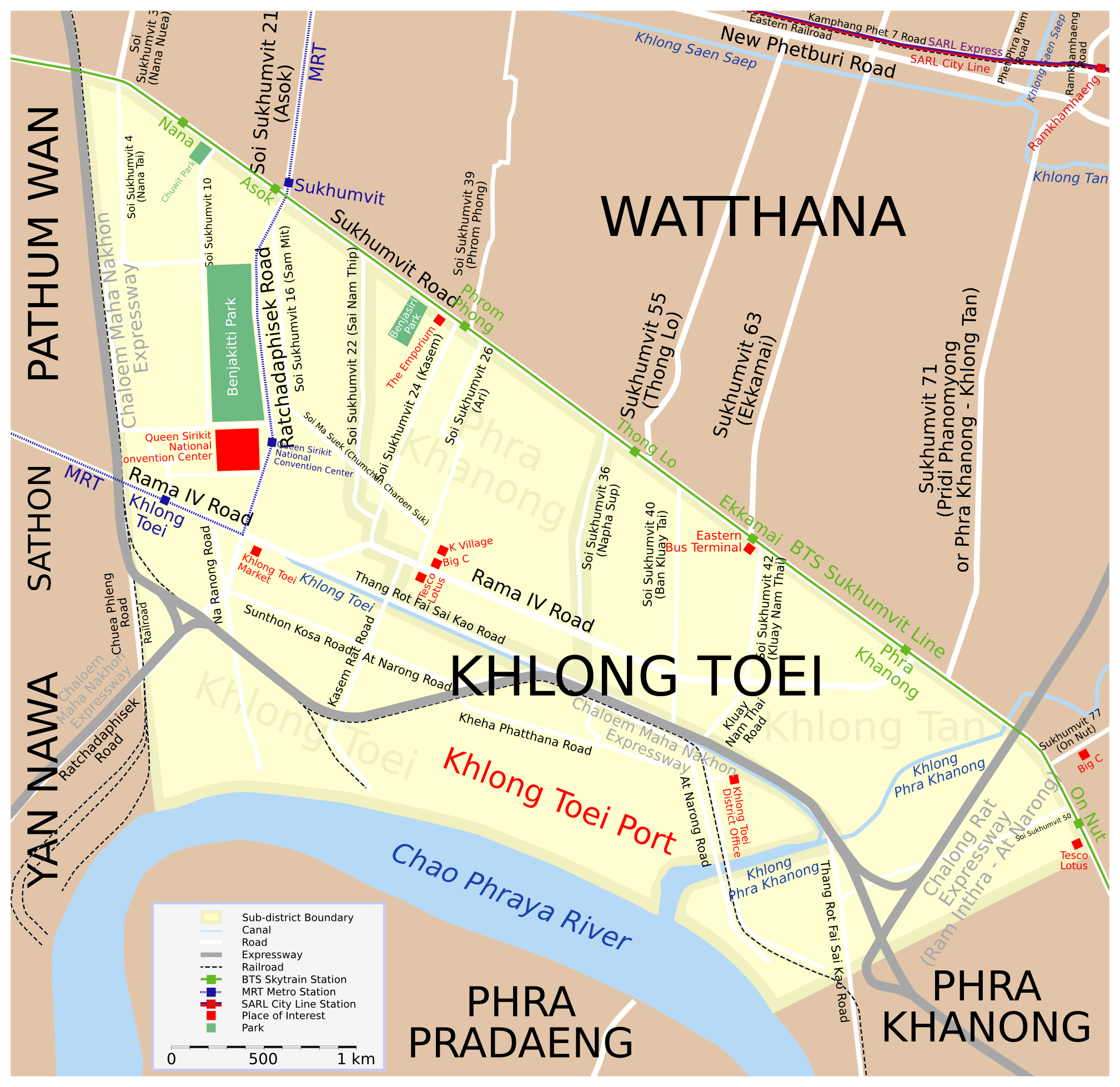
Übersichtskarte des Bezirks

Khlong Toei wird im Norden begrenzt von der Sukhumvit Road, im Osten von einer geraden Verlängerung des Sukhumvit Soi 52 bis hinunter zum Mae Nam Chao Phraya (Chao-Phraya-Fluss), im Süden vom Chao Phraya selbst und im Westen vom „Tang Duang Ta Ruea - Din Daeng“ (Schnellstrasse vom Hafen nach Din Daeng).
Die benachbarten Bezirke sind im Uhrzeigersinn von Norden aus: Watthana, Phra Khanong, auf dem anderen Ufer des Mae Nam Chao Phraya Amphoe Phra Pradaeng, das zur Provinz Samut Prakan gehört, Yan Nawa, Sathon und Pathum Wan.

## Geschichte
Der Bezirk war früher Teil von Phra Khanong und wurde am 9. November 1989 als neuer Bezirk errichtet. Ursprünglich bestand Khlong Toei aus sechs Unterbezirken, von denen jedoch drei am 8. März 1998 in den neuen Bezirk Watthana eingegangen sind.

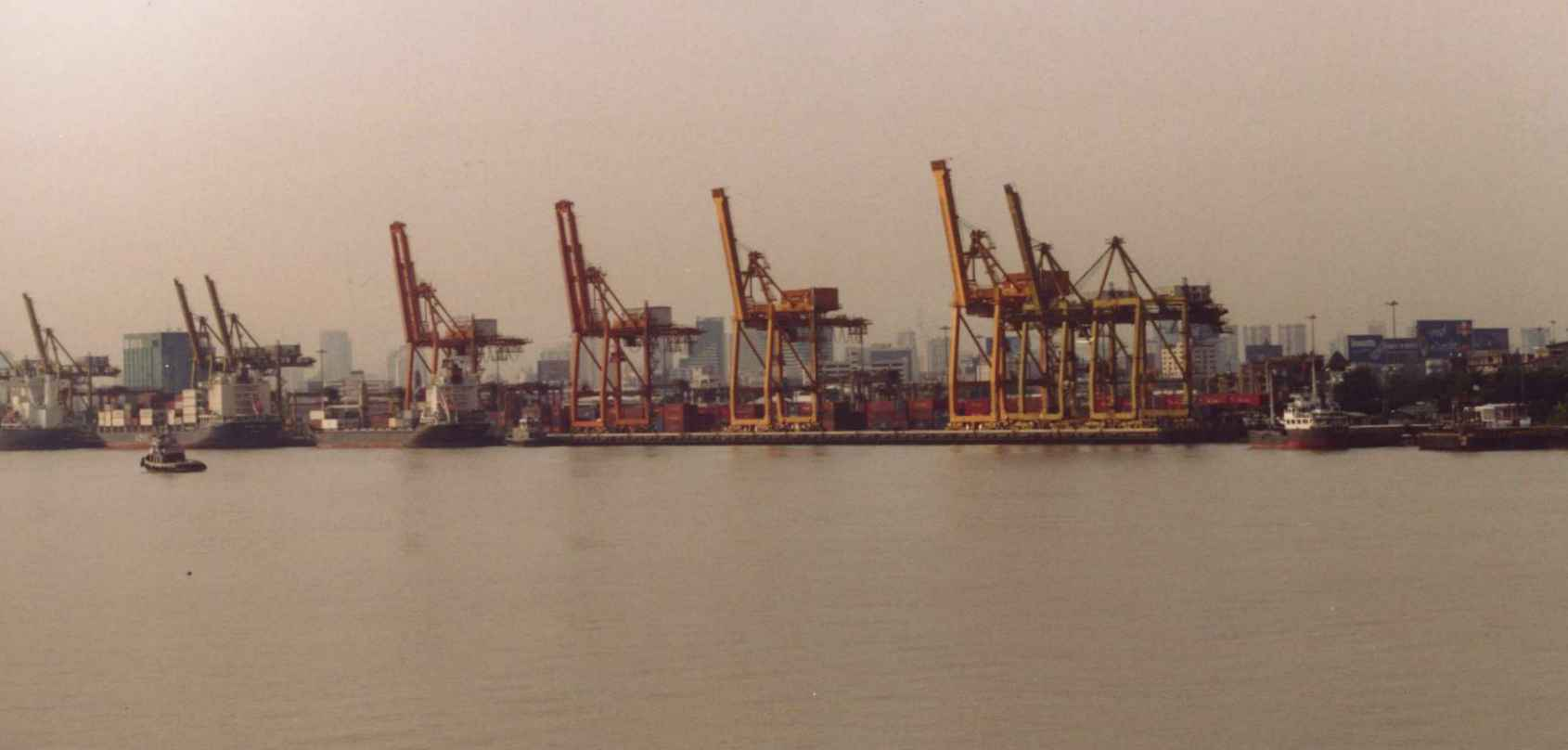
Kräne am Hafen Khlong Toei

Die Gegend von Khlong Toei hat eine lange Geschichte, die bereits ins 9. Jahrhundert zurückreicht, als man hier einen ersten Hafen errichtete. Die damit verbundene Ortschaft hieß Mueang Pak Nam Phra Pradaeng (เมืองปากน้ำพระประแดง), gegenüberliegend zum Amphoe Phra Pradaeng. Khlong Thanon Trong (คลองถนนตรง) war einerseits ein Kanal, andererseits eine parallel geführte Straße, die etwa 1857 unter König Mongkut (Rama IV.) errichtet wurde. Später wurde der Kanal Khlong Toei und am Unterlauf Khlong Hua Lamphong genannt.
Die Straße wurde im Jahre 1919 von König Vajiravudh (Rama VI.) in Thanon Phra Ram 4 („Rama-IV.-Straße“) umbenannt. 1947 wurde ein großer Teil des Kanals zugeschüttet, um Platz für die Straßenerweiterung der Rama-IV.-Straße zu schaffen.

## Hafen
Der Hafen von Khlong Toei (Khlong Toei Port), auch Hafen von Bangkok (Bangkok Port) genannt (Position: 13° 42′ 25″ N, 100° 34′ 0″ O), war lange Zeit der einzige Fracht-Seehafen Thailands. Seine Konstruktion begann 1938 und dauerte bis zum Ende des Zweiten Weltkriegs.
Der Hafen liegt am Chao Phraya nicht weit entfernt vom Golf von Thailand. Aber wegen seiner begrenzten Kapazität und massiven, durch Sattelschlepper verursachten Verkehrsstaus in der Umgebung, wurde fast der gesamte Gütertransport zu den Häfen Laem Chabang und Sattahip in der Provinz Chonburi sowie Map Ta Phut in der Provinz Rayong ausgelagert.

## Informelle Siedlungen
Nahe dem Hafen, südlich der Rama IV.-Straße und auf dem Gelände der Port Authority of Thailand befindet sich das größte Marginalsiedlungsgebiet („Slum“) Bangkoks und eines der größten Asiens. Seit den 1950er-Jahren sind hier, aufgrund der großen Nachfrage des Hafens nach billigen Arbeitskräften, illegal prekäre Behausungen entstanden. Darin leben nach einer offiziellen Zählung in den 1990er-Jahren über 70.000, inzwischen aber wahrscheinlich bis zu 120.000 Menschen. Die Lehrerin Prateep Ungsongtham Hata, die selbst im Slum von Khlong Toei geboren wurde und aufgewachsen ist, engagiert sich seit 1968 für eine Verbesserung der Lebensumstände der Bewohner dieses Armenviertels und insbesondere für die Bildung ihrer Kinder. Sie ist als „Slum-Engel“ oder als „Engel von Khlong Toei“ bekannt. Im Jahr 1972 drohte die Hafenverwaltung, die Bewohner für die Erweiterung der Hafenanlagen zu vertreiben. Der Protest Prateeps zog jedoch öffentliche Aufmerksamkeit auf die Sache und die Behörde sah sich gezwungen, den Betroffenen einen anderen Teil ihres Geländes zur Besiedlung einzuräumen.

## Sehenswürdigkeiten

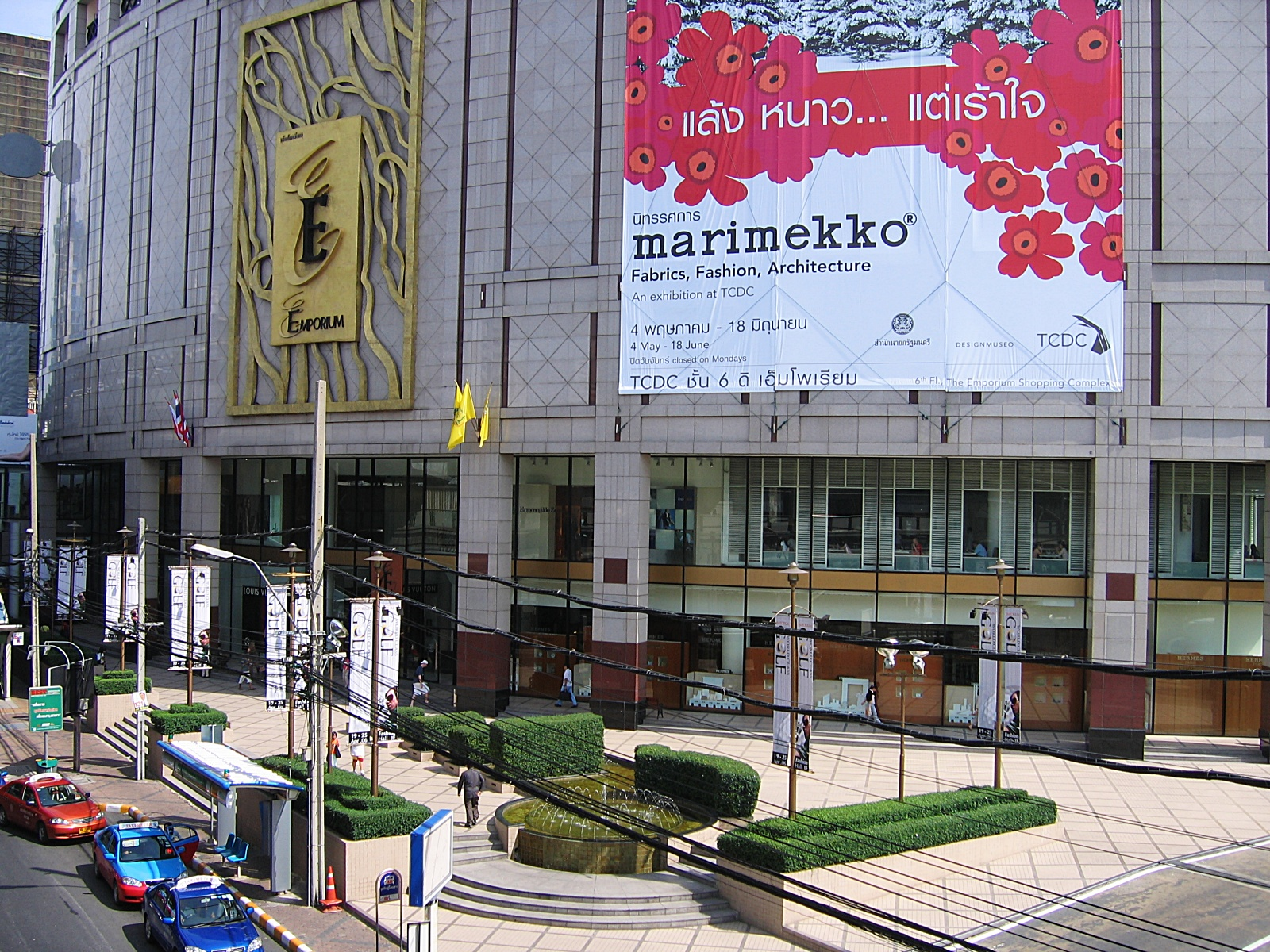
The Emporium

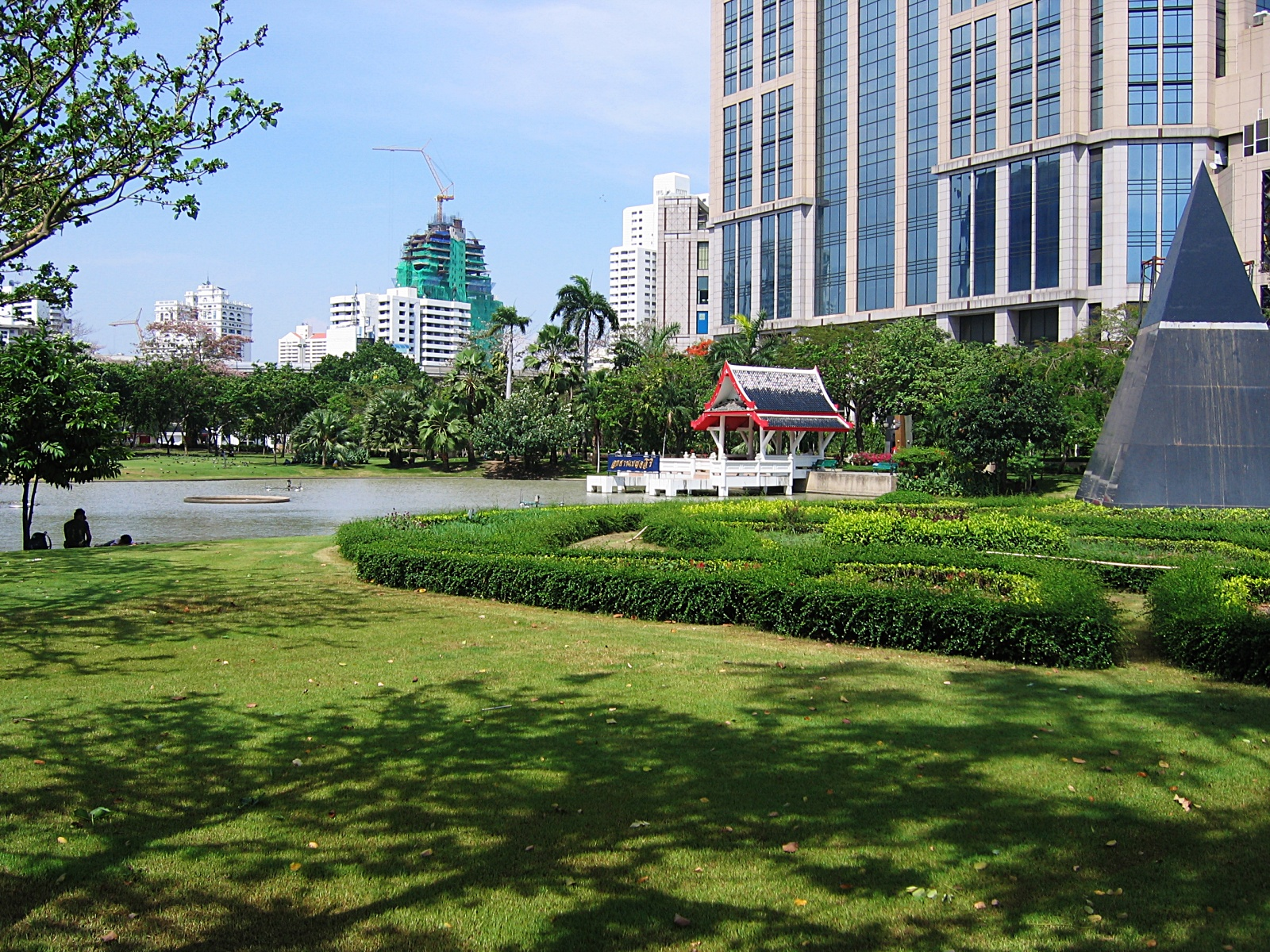
Im Benjasiri Park

- Thanon Sukhumvit (Sukhumvit-Straße) – der westliche Teil der Straße gehört zum Bezirk Khlong Toei, hier liegen zahllose Hotels, Geschäfte und Restaurants. Ein Einkaufszentrum des Bezirks ist zum Beispiel The Emporium.
- Queen Sirikit Convention Center – Messe- und Ausstellungszentrum, das über das ganze Jahr genutzt wird. Das Gelände ist über die Bangkoker Metro angebunden mit einer Station gleichen Namens. Seit neuem ist hier auch ein idyllischer Park eröffnet, der Benjakitti-Park, mit einem großen See, der vorher zur staatlichen Tabak-Fabrik gehörte.
- Benjakitti Park – erst kürzlich eröffneter Park mit einem großen See neben dem Convention Center. Das Gelände gehörte früher dem Tobacco Monopoly, der Zigarettenfabrik der Regierung.
- Benjasiri Park – ein weiterer recht neuer Park. Er wurde zu Ehren des 60. Geburtstags von Königin Sirikit eingerichtet. Er befindet sich neben dem Einkaufszentrum The Emporium[3]
- Chuwit Park – der neueste Park des Distrikts. Er wurde von Chuwit Kamolvisit (Inhaber zahlreicher Massagesalons, heute Politiker) auf einem Stück eigenen Landes eingerichtet, welches ungefähr 2400 m² groß ist und einen Wert von etwa 1250 Mio. Baht hat. Der Park wurde im Dezember 2005 eröffnet und liegt am Soi 10 der Sukhumvit Road.

## Verkehr
Der Skytrain von Bangkok (BTS) hat zahlreiche Stationen entlang der Sukhumvit Road, unter ihnen in Khlong Toei: Nana, Asok (mit Umsteigemöglichkeit zur U-Bahn), Phrom Phong, Thong Lo, Ekkamai, Phra Khanong und On Nut, die Endstation liegt derzeit (Dezember 2020) noch 14 weitere Haltestellen entfernt.
Die Bangkoker U-Bahn (Bangkok Metro) hat folgende Stationen: Khlong Toei, Queen Sirikit Convention Center und Sukhumvit (Umsteigemöglichkeit in den Skytrain).
Der Busbahnhof für alle nach Osten (Trat, Rayong, Chon Buri) abgehenden Busse befindet sich gegenüber der Einmündung der Ekkamai Road (Sukhumvit Soi 63) und in der Nähe der BTS-Station Ekkamai.

## Bildung
In Khlong Toei befindet sich die private Universität Bangkok.

## Verwaltung
Der Bezirk ist in drei Unterbezirke (Khwaeng) gegliedert:
| Nr. | Name Khwaeng | Thai    | Einw.  |
| --- | ------------ | ------- | ------ |
| 1.  | Khlong Toei  | คลองเตย | 72.350 |
| 2.  | Khlong Tan   | คลองตัน  | 11.787 |
| 3.  | Phra Khanong | พระโขนง | 23.929 |